# Republiqueta de La Laguna
Republiqueta de La Laguna es el nombre con el que se conoce a la guerrilla independentista del Alto Perú (hoy Bolivia) que luchó entre 1813 y 1817 contra los realistas españoles en la guerra de independencia hispanoamericana. Estaba comandada por Manuel Ascensio Padilla y su esposa Juana Azurduy, actuando en el norte del actual Departamento de Chuquisaca centrada en el pueblo de La Laguna, hoy llamado Padilla en honor al comandante insurgente.
Está republiqueta tenía la función de enterarse lo que se hacía en la real audiencia de charcas y fue una de las republiquetas del alto Perú.

## Los Padilla
El accionar guerrillero de este grupo comenzó cuando durante la Revolución de Chuquisaca en 1809, el intendente de Potosí, Francisco de Paula Sanz y el designado intendente de Chuquisaca, Vicente Nieto, enviaron tropas para sofocar la rebelión por orden del virrey Baltasar Hidalgo de Cisneros de Buenos Aires, las cuales entraron pacíficamente en Chuquisaca el 24 de diciembre de 1809 ahogando la revuelta. Paula Sanz solicitó ayuda al cacique aimara de Chayanta, Martín Herrera Chairari, famoso por su crueldad, pero Padilla con guerrilleros reclutados en Tomina y Chayanta y en alianza con los indígenas de la doctrina de Moromoro, atacó a Chairari impidiendo que abasteciera con víveres y forraje a las tropas de Paula Sanz. Chairari fue degollado por aymaras que aprovecharon las circunstancias para liberarse de su yugo. Los participantes en la revuelta de Chuquisaca fueron apresados y desterrados, pero Padilla huyó y se ocultó entre los indígenas que trabajaban en sus fincas.
El 14 de septiembre de 1810 se produjo el alzamiento de Cochabamba en favor de la Primera Junta de Buenos Aires, liderado por Francisco del Rivero y Esteban Arze. Padilla se unió a las tropas de Arce, quien lo nombró comandante de las regiones de Poopó, Moromoro, Pitantora, Huaycoma y Quilaquila en donde formó un ejército indígena de 2.000 hombres, con el que logró ocupar Lagunillas con el objeto de que los realistas de Chuquisaca no fueran aprovisionados, pero la revuelta fue sofocada y Padilla volvió a esconderse.
En octubre de 1810 el Ejército del Norte procedente de Buenos Aires ingresó en el Alto Perú al mando de Juan José Castelli y Antonio González Balcarce, uniéndose Padilla a ese ejército con el rango de suboficial, mientras que sus hombres lo hacían como soldados rasos. Tras la derrota del Ejército del Norte en la batalla de Huaqui el 20 de junio de 1811, los realistas al mando de José Manuel de Goyeneche recuperaron el control del Alto Perú y las propiedades de los Padilla junto con las cosechas y sus ganados fueron confiscadas por los españoles, siendo apresada la esposa de Padilla, Juana Azurduy de Padilla, y sus hijos, pero este logró rescatarlos refugiándose en las alturas de Tarabuco. 
Goyeneche ocupó Cochabamba el 27 de mayo, después de que el 24 de mayo Esteban Arze fuera derrotado en la batalla de Quehuiñal o Pocona en la que participaron los guerrilleros de Padilla.
En 1813 Padilla y Juana Azurduy se pusieron a las órdenes de Manuel Belgrano, nuevo jefe del Ejército del Norte, llegando a reclutar 10 000 milicianos (incluyendo unos 1000 combatientes regulares). Durante la Batalla de Vilcapugio, Padilla y sus milicianos debieron transportar la artillería sin participar en el combate. Juana Azurduy organizó luego el "Batallón Leales" que participó en la Batalla de Ayohuma el 9 de noviembre de 1813 que significó el retiro de los ejércitos argentinos del Alto Perú. A partir de ese momento Padilla y sus milicianos se dedicaron a realizar acciones guerrilleras contra los realistas.

## La republiqueta
El área de acción de la guerrilla de Padilla y Azurduy se extendía desde el norte de Chuquisaca hasta las selvas de Santa Cruz, comprendiendo todo el departamento de Chuquisaca, excepto Cinti, incluyendo las ramificaciones de la cordillera de los Frailes y las serranías de Carretas, Sombreros y Mandinga. En esta región se ubicaban los pueblos de Presto, Mojotoro, Yamparáez, Tarabuco, Takopaya, Tomina, La Laguna (hoy Padilla) y Pomabamba (hoy Azurduy). El centro de operaciones se hallaba en La Laguna.
Entre los guerrilleros más conocidos se encontraban: Hualparrimachi, Zárate, Pedro Padilla, Fernández, Torres, Rabelo, Cueto, Carrillo, Callisaya, Miranda, Serna y Polanco.
La Republiqueta de La Laguna se vinculaba por el norte con la republiqueta comandada por Juan Antonio Álvarez de Arenales y por la de Ignacio Warnes, al oriente con la guerrilla de Vicente Umaña y con la del cacique guaraní Cumbay de la zona de San Juan de Piraí (dominaba las selvas de Santa Cruz y gran parte del este de Chuquisaca) y al sur con Camargo y las guerrillas de Tarija. Los líderes guerrilleros reconocían como su jefe a Juan Antonio Álvarez de Arenales.
Juana Azurduy organizó también un escuadrón de Húsares que luchó el 4 de marzo de 1814 en la batalla de Tarvita, en donde emboscaron y derrotaron al comandante Benito López y poco después Padilla fue derrotado cerca de Pomabamba y luego de entrevistarse en el pueblo de Sauce con el caudillo guerrillero Vicente Umaña quien actuaba en zona de Azero y contaba con aliados chiriguanos, se enemistó con él ya que se negó a ayudarlo y desarmó a Padilla. El 2 de agosto de 1814 se produjo el combate del Cerro de las Carretas (a 2 leguas de Tarabuco) con el ejército del coronel Sebastián Benavente proveniente de Cinti, enviado por el general Joaquín de la Pezuela para eliminar a la guerrilla de los Padilla que culminó con la derrota y dispersión de las fuerzas guerrilleras. Las fuerzas de Umaña fueron luego exterminadas por los realistas cerca de Tarabuco y Padilla logró luego derrotar al capitán Boza cerca del pueblo de Pitantora.
En enero de 1815 el coronel José Rondeau ingresó al Alto Perú con la tercera expedición auxiliadora argentina, lo que alivió la presión realista sobre la guerrilla. El general de la Pezuela, a cargo de las fuerzas realistas, retiró sus fuerzas hasta Oruro, abandonando Chuquisaca que fue ocupada por las fuerzas de Padilla preparando el camino al ingreso en la ciudad por Álvarez de Arenales el 27 de abril, quien a mediados de mayo liberó Cochabamba. Padilla quedó como comandante militar de Chuquisaca y nombró a Juan Antonio Fernández como gobernador, pero Rondeau los desplazó en favor del coronel Martín Rodríguez, retornando los guerrilleros a La Laguna. Sin embargo Rodríguez se hizo nombrar director supremo de la provincia de La Plata y Rondeau lo destituyó retornando al cargo Fernández. Rondeau fue derrotado en Venta y Media el 21 de octubre de 1815 y el 29 de octubre el Ejército del Norte fue destrozado en la batalla de Sipe Sipe y se retiró a Tucumán, desatando los españoles una feroz represión sobre los altoperuanos.

## El final de la Republiqueta de La Laguna
La resistencia guerrillera se redujo luego de Sipe-Sipe ya que Álvarez de Arenales retiró sus fuerzas a Jujuy. Se mantuvieron las republiquetas de Larecaja con el cura Ildefonso Escolástico de las Muñecas (asesinado poco después), la de Betanzos entre Cotagaita y Potosí, en Tarija resistieron Uriondo y "moto" Méndez, Camargo se mantuvo en Cinti (murió en febrero de 1816), Lanza en Ayopaya, los Padilla entre Chuquisaca y La Laguna y Warnes en Santa Cruz de la Sierra (murió luego del combate de El Parí).
El 14 de enero de 1816 Padilla atacó el pueblo de Presto (combate de Presto), en donde se hallaba una compañía de tiradores del Batallón Centro. Murieron unos 30 realistas, incluso el capitán y el resto de la compañía se rindió.
El 10 y el 11 de febrero Padilla atacó Chuquisaca, la cual estaba custodiada por el Batallón Centro al mando de José Santos de la Hera y por el primer batallón del Segundo Regimiento del Cuzco al mando del coronel Rufino Bercolme. Debió retirarse, pero mantuvo la ciudad sitiada. Pezuela destacó a Miguel Tacón a Chuquisaca con el cargo de presidente de Charcas. Tacón salió de Chuquisaca el 12 de abril sin dejar ni un soldado ni armamento en la ciudad, saqueó los pueblos del Partido de Yamparáez y regresó 8 días después, mientras que Padilla se retiró a La Laguna.
Tacón envió a La Hera hacia Tomina con los batallones del Centro y de la Guardia, pero al escasearle las municiones, destacó al mayor Pedro Francisco Herrera con el Batallón de la Guardia en su búsqueda. El 12 de mayo en el combate de Tarabuco este batallón fue aniquilado por entre 2.000 y 3.000 indígenas encabezados por Ildefonso Carrillo, Pedro Calizaya y Prudencio Miranda. La Hera debió en consecuencia regresar apresurádamente a Chuquisaca.
Después de la victoria de Padilla en el combate de Tinteros, su subordinado Prudencio Miranda había también triunfado en Pitantora, pero otro de sus subordinados, Lorenzo Granieta, fue derrotado en Tipoyo. 
Ramírez dispuso que el general Miguel Tacón (con 2.000 hombres pertenecientes a 3 batallones, 2 escuadrones y 2 piezas de artillería) y el teniente coronel Francisco Javier Aguilera (con 700 hombres de los batallones Talavera y Fernandinos) avanzaran en busca de Padilla en una acción combinada desde Chuquisaca y Vallegrande respectivamente. 
El coronel La Hera, de las tropas de Tacón, venció a Padilla en Tarabuco e inició su persecución hacia La Laguna, Padilla se topó con las fuerzas de Aguilera, quien lo persiguió durante tres días. El 13 de septiembre de 1816 se produjo la batalla de La Laguna con la victoria realista y la muerte de Manuel Ascensio Padilla en el pueblo de Villar a manos de Aguilera el 14 de septiembre. Juana Azurduy logró escapar herida hacia el valle de Segura. Las fuerzas de Aguilera dieron muerte a 700 guerrilleros y luego ejecutaron a 76 prisioneros. Tacón fue nombrado gobernador intendente de Potosí y Aguilera regresó a Vallegrande con órdenes de dirigirse hacia Santa Cruz de la Sierra en busca de Warnes, a quien derrotó en 1817 en la sangrienta Batalla de El Pari, en donde murió Warnes.
Póstumamente, Belgrano (sin conocer su muerte) lo nombró coronel de milicias nacionales el 23 de octubre. Por las acciones realizadas en el combate de El Villar (14 de septiembre de 1816), Belgrano otorgó a Azurduy despachos de teniente coronel. 
Tras la muerte de Padilla, Juana Azurduy eligió a Jacinto Cueto como el nuevo líder de la republiqueta y como segundo a Esteban Fernández, quien luego se rebeló y formó una guerrilla separada, lo mismo que Agustín Ravelo. Azurduy solicitó a Martín Miguel de Güemes el envío de un nuevo líder guerrillero y éste mandó al teniente coronel José Antonio Asebey, pero no logró asumir por desavenencias entre los guerrilleros. Azurduy se refugió en la Republiqueta de Tarija liderada por Francisco Uriondo y luego se unió a Güemes. La muerte de Padilla, sin embargo, no logró que los realistas tomaran el control de los partidos de Yamparáez y de Tomina, los que siguieron controlados por los guerrilleros sucesores de Padilla, excepto por las guarniciones que quedaron en Tarabuco, La Laguna y otros pueblos. 
Belgrano para aliviar la presión sobre la guerrilla, envió a Gregorio Aráoz de Lamadrid con un contingente que triunfó en la batalla de La Tablada de Tolomosa junto con las guerrillas de Tarija comandadas por Uriondo, Méndez y Avilés. Pero esta expedición fue derrotada en la batalla de Sopachuy, en la que intervinieron los grupos de Ravelo, Fernández y Asebey.